# Phronia fennica
Phronia fennica är en tvåvingeart som beskrevs av Jakovlev och Polevoi 2009. Phronia fennica ingår i släktet Phronia, och familjen svampmyggor. Arten har ej påträffats i Sverige.